# Little Richard
Richard Wayne Penniman, mais conhecido por Little Richard (Macon, 5 de dezembro de 1932 — Tullahoma, 9 de maio de 2020), foi um cantor, compositor e pianista estadunidense. Foi eleito pela Rolling Stone como o 8º maior artista da música de todos os tempos.
Uma figura influente na música e cultura populares por sete décadas, ele foi apelidado de "The Innovator", "The Originator" e "The Architect of Rock and Roll". O trabalho mais célebre de Penniman data de meados da década de 1950, quando seu carismático espetáculo e música dinâmica, caracterizada por tocar piano frenético, bater violão e vocais estridentes, lançaram as bases para o rock and roll. Suas inovadoras vocalizações emotivas e música ritmada também desempenharam um papel fundamental na formação de outros gêneros musicais populares, incluindo soul e funk. Ele influenciou inúmeros cantores e músicos em todos os gêneros musicais, do rock ao hip hop; sua música ajudou a moldar o rhythm and blues nas próximas gerações.
Tutti Frutti" (1955), uma das músicas de assinatura de Penniman, tornou-se um sucesso instantâneo, passando para as paradas pop nos Estados Unidos e no Reino Unido. Seu próximo single de sucesso, "Long Tall Sally" (1956), alcançou o primeiro lugar na lista de best-sellers da Billboard Rhythm and Blues, seguido por uma sucessão rápida de mais 15 singles de sucesso em menos de três anos. Suas performances durante esse período resultaram em integração entre americanos brancos e afro-americanos em sua audiência. Em 1962, durante um período de cinco anos em que Penniman abandonou o rock and roll pelo cristianismo nascido de novo, o promotor de shows Don Arden o convenceu a fazer uma turnê pela Europa. Durante esse período, Arden abriu os Beatles para Penniman em algumas datas da turnê, capitalizando sua popularidade. Penniman os aconselhou sobre como tocar suas canções e ensinou a Paul McCartney suas vocalizações distintas. Outro de seus sucessos foi "Keep a Knockin'" (cuja introdução de bateria influenciou o Led Zeppelin na canção "Rock and Roll").
Penniman é citado como um dos primeiros artistas negros crossover, atingindo o público de todas as raças. Suas músicas e shows quebraram a linha de cores, juntando pretos e brancos, apesar das tentativas de sustentar a segregação. Seus contemporâneos, incluindo Elvis Presley, Buddy Holly, Bill Haley, Jerry Lee Lewis, The Everly Brothers, Cliff Richard, Gene Vincent e Eddie Cochran, todos gravaram covers de seus trabalhos. Tomado por sua música e estilo, e pessoalmente fazendo cover quatro de suas canções de Penniman em seus dois álbuns inovadores em 1956, Presley disse a Penniman em 1969 que sua música era uma inspiração para ele e que ele era "o melhor".
Penniman foi homenageado por muitas instituições. Ele foi introduzido no Hall da Fama do Rock and Roll como parte de seu primeiro grupo de indicados em 1986. Ele também foi introduzido no Hall of Fame dos compositores. Ele recebeu um Lifetime Achievement Award da Recording Academy e um Lifetime Achievement Award da Rhythm and Blues Foundation. Em 2015, Penniman recebeu um Rhapsody & Rhythm Award do Museu Nacional de Música Afro-Americana por seu papel fundamental na formação de gêneros de música popular e por ajudar a acabar com a divisão racial nas paradas musicais e em concertos em meados de 1950, mudando significativamente a cultura americana. "Tutti Frutti" foi incluída no Registro Nacional de Gravação da Biblioteca do Congresso em 2010, que afirmou que sua "vocalização única sobre o ritmo irresistível anunciava uma nova era na música".
Little Richard teria injetado funk no rock and roll durante este período, através de bateristas de sua banda The Upsetters, em meados da década de 1950, influenciando bastante desenvolvimento desse gênero musical quando acompanhavam seu amigo James Brown.
Richard tornou-se um astro, mas era atormentado por questões religiosas ligadas à sua bissexualidade, pois cresceu numa cultura cristã e conservadora. Por fim, em 1958, largou a carreira após uma excursão à Austrália para dedicar-se à religião. Tornou-se pastor e gravou canções gospel. Em 1962, entretanto, voltou aos palcos em uma turnê com shows de abertura dos Beatles e do Rolling Stones.
O interesse da cultura pop britânica pelos pioneiros do rock americano fez com que realizasse diversos shows em clubes ingleses, ao longo dos anos 60, sempre interpretando seus grandes sucessos. Também nos Estados Unidos, buscou revitalizar sua carreira gravando canções soul, mas sempre foi mais reconhecido pelo seu repertório de seus anos iniciais. Nos anos 70, embora sempre respeitado por seu pioneirismo, dedicou-se mais a eventos nostálgicos celebrando as "origens" do rock and roll do que a uma carreira artística efetiva, gravando poucas canções inéditas.
Richard foi homenageado por muitas instituições. Ele foi introduzido no Hall da Fama do Rock and Roll como parte de seu primeiro grupo de homenageados em 1986. Ele também foi introduzido no Hall da Fama dos compositores. Ele recebeu um prêmio pelo conjunto de sua obra da Recording Academy e um prêmio pelo conjunto de sua obra da Rhythm and Blues Foundation. Em 2015, Richard recebeu um Prêmio Rapsódia e Ritmo do Museu Nacional de Música Afro-Americana por seu papel fundamental na formação de gêneros musicais populares e por ajudar a acabar com a divisão racial nas paradas musicais e em concertos em meados de 1950 mudando a cultura americana de forma significativa. "Tutti Frutti" foi incluído no Registro Nacional de Gravações da Biblioteca do Congresso em 2010, que afirmou que sua "vocalização única sobre a batida irresistível anunciava uma nova era na música".

## Biografia

### Primeiros anos
Richard Wayne Penniman nasceu em Macon, Geórgia, terceiro de doze filhos de Charles "Bud" Penniman, fabricante clandestino de bebidas alcoólicas, e Leva Mae. Cresceu em uma família religiosa na qual cantar fazia parte integral de suas vidas, eles se apresentavam em igrejas locais como "The Penniman Singers", e chegaram a entrar em competições com outras famílias cantoras. Sua família o chamava de "War Hawk" (br: Falcão de Guerra) por causa de sua maneira de cantar alto e gritado. Seu avô, Walter Penniman, era um pastor, e os pais de sua família eram membros da fundação templária "African Methodist Episcopal" (AME) na igreja de Macon. Sua avó materna era membro do "Macon's Holiness Temple Baptist Church". Ele frequentava a "New Hope Baptist Church" em Macon com sua mãe. As preferidas de Richard eram as igrejas pentecostais por causa da música e a diversão que tinha fazendo a dança sagrada e fazendo glossolalia com os membros da congregação. Quando tinha dez anos se tornou um curador pela fé, cantando canções gospel e tocando nas pessoas, que testemunhavam que sentiam melhor após a prática. Inspirado pelo Irmão Joe May, um cantor evangelista conhecido como "The Thunderbolt of the West" (br: "Raio trovejante do oeste"), Richar queria ser um pastor.
O fraseado dramático e mudanças rápidas de voz de Richard eram inspiradas nos artistas negros de gospel das décadas de 1930 e de 1940. Richard disse que Sister Rosetta Tharpe era a sua cantora preferida na infância. Ela convidou-o para cantar uma canção no palco do auditório da cidade de Macon em 1945, depois de o ouvir cantando antes do show. A plateia aplaudiu com entusiasmo e ela pagou-lhe uma quantidade de dinheiro que ele nunca havia visto na vida. Também foi influenciado por Mahalia Jackson, Brother Joe May e Marion Williams de quem ele pegou a marca registrada "whoooo" em seus vocais. Seu visual e som foram inspirados no estilo gospel e jump blues do final dos anos 40 do cantor Billy Wright conhecido como "Príncipe do Blues". Billy apresentou Richard ao DJ Zenas Sears, que conseguiu para o novato seu primeiro contrato de gravação em 1951.
Richard vivia em uma vizinhança negra, e tinha algum contato com brancos, mas devido à segregação racial ele não podia cruzar a linha para onde os brancos viviam. Enquanto estava no colegial, Richard tocou saxofone na banda da escola. Começou a perder o interesse na escola e tocar em várias bandas itinerantes durante sua adolescência.

## Carreira musical

### Começo (1947–1955)
Em outubro de 1947, Sister Rosetta Tharpe ouviu Richard, de quatorze anos, cantando suas canções antes de uma apresentação no Auditório da Cidade de Macon. Ela o convidou para abrir seu show. Após o show, Tharpe o pagou, inspirando-o a se tornar um artista profissional. Richard afirmou que se inspirou a tocar piano depois de ouvir a introdução de Ike Turner para piano em "Rocket 88". Em 1949, ele começou a se apresentar no show itinerante do Doctor Nubillo. Richard foi inspirado a usar turbantes e capas em sua carreira por Nubillo, que também "carregava um bastão preto e exibia algo que ele chamava de 'filho do diabo' - o corpo seco de um bebê com pés em garras de pássaro e chifres em seus cabeça." Nubillo disse a Richard que ele "ficaria famoso", mas que teria de "ir onde a grama fosse mais verde".
Antes de entrar na décima série, Richard deixou a casa de sua família e se juntou ao Hudson's Medicine Show em 1949, cantando "Caldonia" de Louis Jordan. Richard lembrou que a canção foi a primeira canção secular de R&B que ele aprendeu, já que sua família tinha regras estritas contra tocando música R&B, que eles consideravam "música do diabo". Outras fontes também indicam que Little Richard foi influenciado por Jordan. Na verdade, de acordo com uma fonte confiável, o som de grito no disco de Jordan, Caldonia "soa assustadoramente como o tom vocal que Little Richard adotaria", além do "bigode fino de lápis no estilo Jordan".
Richard também se apresentou como drag durante este tempo, se apresentando sob o nome de "Princesa LaVonne". Em 1950, Richard se juntou a sua primeira banda musical, Buster Brown's Orchestra, onde Brown lhe deu o nome de Little Richard. Atuando no circuito de shows de menestréis, Richard, entrando e saindo de cena, se apresentou para vários atos de vaudeville, como Sugarfoot Sam de Alabam, Tidy Jolly Steppers, King Brothers Circus e Broadway Follies. Tendo se estabelecido em Atlanta neste ponto, Richard começou a ouvir rhythm and blues e frequentou os clubes de Atlanta, incluindo o Harlem Theatre e o Royal Peacock, onde viu artistas como Roy Brown e Billy Wright no palco. Richard foi ainda mais influenciado pelo estilo chamativo de Brown e Wright de exibicionismo e foi ainda mais influenciado pela personalidade extravagante e exibicionista de Wright. Inspirado por Brown e Wright, ele decidiu se tornar um cantor de rhythm-and-blues e depois de fazer amizade com Wright, começou a aprender a ser um artista com ele e começou a adaptar um penteado pompadour semelhante ao de Wright, bem como um bigode de lápis. , usando a marca de maquiagem facial em forma de panqueca de Wright e vestindo roupas mais chamativas.
Impressionado com sua voz, Wright o colocou em contato com Zenas Sears, um DJ local. Sears gravou Richard em sua estação, apoiado pela banda de Wright. As gravações levaram a um contrato naquele ano com a RCA Victor. Richard gravou um total de oito lados para RCA Victor, incluindo a balada de blues, "Every Hour", que se tornou seu primeiro single e um sucesso na Geórgia. O lançamento de "Every Hour" melhorou seu relacionamento com seu pai, que começou a tocar regularmente a música em sua jukebox de boate. Pouco depois do lançamento de "Every Hour", Richard foi contratado para liderar Perry Welch e sua orquestra e tocou em clubes e bases do exército por US$ 100 por semana. Richard deixou a RCA Victor em fevereiro de 1952 depois que seus registros lá falharam nas paradas; os discos eram comercializados com pouca promoção, por parte da gravadora (embora anúncios para as laterais aparecessem na revista Billboard). Depois que Richard começou a ter sucesso no final dos anos 1950, a RCA Victor relançou os lados em LP, no selo RCA Camden. O pai de Richard, Bud, foi morto em 1952 após um confronto fora de seu clube. Richard continuou a se apresentar durante esse tempo e Clint Brantley concordou em gerenciar a carreira de Richard. Mudando-se para Houston, ele formou uma banda chamada Tempo Toppers, atuando como parte de pacotes turísticos de blues em clubes do sul, como o Club Tiajuana em New Orleans e o Club Matinee em Houston. Richard assinou com a Peacock Records de Don Robey em fevereiro de 1953, gravando oito lados, incluindo quatro com Johnny Otis e sua banda que não foram lançados na época. Como sua aventura com a RCA Victor, nenhum de seus singles Peacock foi registrado, apesar de sua crescente reputação por suas travessuras de alta energia no palco. Richard começou a reclamar de problemas monetários com Robey, resultando em Richard sendo nocauteado por Robey durante uma briga. Desiludido com a indústria fonográfica, Richard voltou para Macon em 1954. Lutando contra a pobreza, ele se contentou em trabalhar como lavador de pratos na Greyhound Lines. Enquanto em Macon, ele conheceu Esquerita, cuja personalidade extravagante no palco e tocar piano dinâmico influenciaria profundamente a abordagem de Richard para a performance. Naquele ano, ele separou o Tempo Toppers e formou uma banda de ritmo e blues mais pesada, os Upsetters, que incluía o baterista Charles Connor e o saxofonista Wilbert "Lee Diamond" Smith e fez turnê sob a gestão de Brantley. A banda apoiou a cantora de R&B Christine Kittrell em algumas gravações, então começou a fazer uma turnê com sucesso, mesmo sem um baixista, forçando o baterista Connor a bater "com força" em seu bumbo para obter um "efeito violino de baixo". Nessa época, Richard assinou um contrato para uma turnê com o cantor de R&B Little Johnny Taylor.

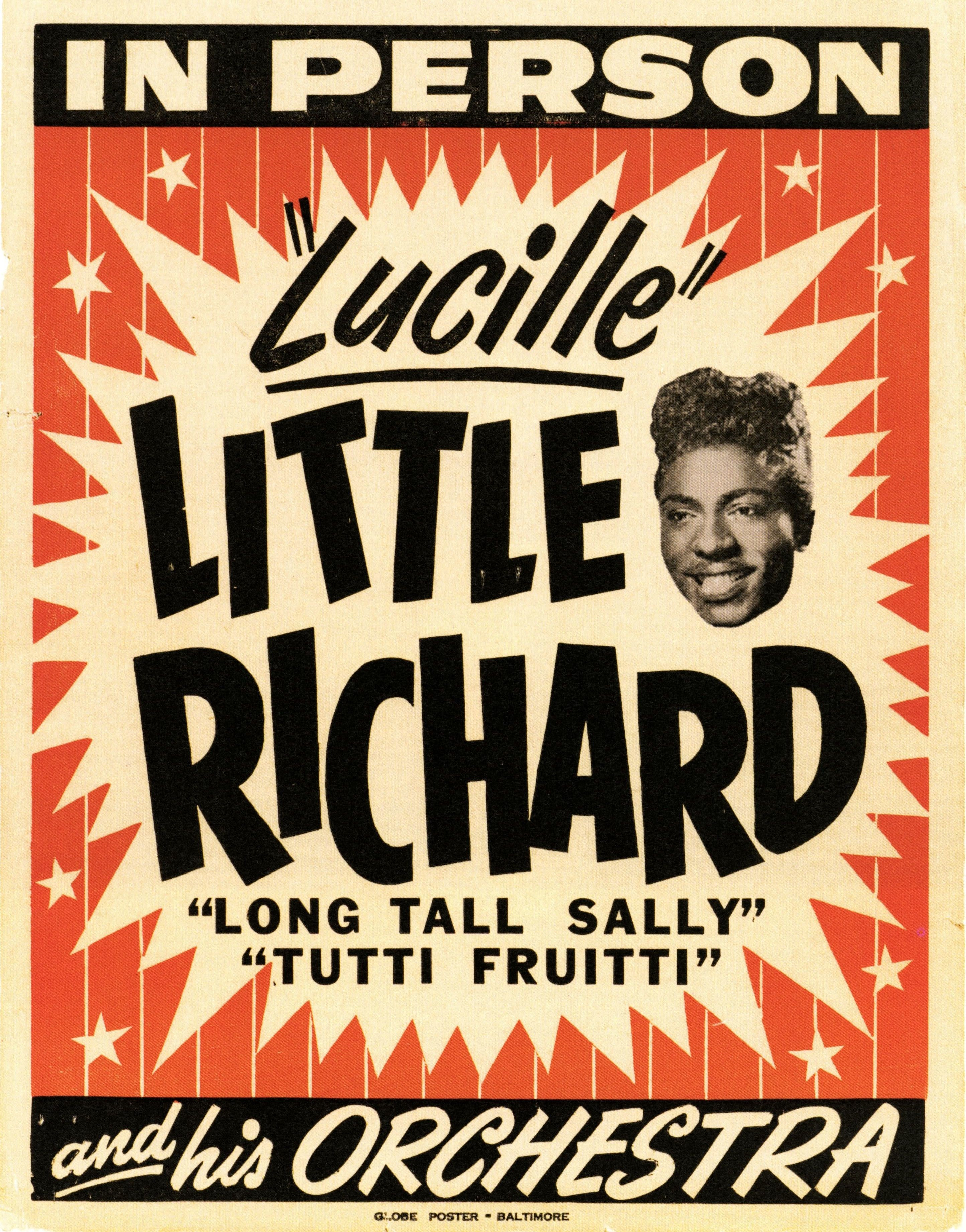
Um poster de um show de Little Richard show, 1956

Por sugestão de Lloyd Price, Richard enviou uma demo para a gravadora de Price, a Specialty Records, em fevereiro de 1955. Meses se passaram antes que Richard recebesse uma ligação da gravadora. Finalmente, em setembro daquele ano, o proprietário da especialidade Art Rupe emprestou dinheiro a Richard para comprar seu contrato com o Peacock e colocá-lo para trabalhar com o produtor Robert "Bumps" Blackwell. Ao ouvir a demonstração, Blackwell sentiu que Richard era a resposta de Speciality para Ray Charles, no entanto, Richard disse a ele que preferia o som de Fats Domino. Blackwell o enviou para New Orleans, onde gravou no J&M Studios de Cosimo Matassa, gravando lá com vários músicos de sessão do Domino, incluindo o baterista Earl Palmer e o saxofonista Lee Allen. As gravações de Richard naquele dia não produziram muita inspiração ou interesse (embora Blackwell visse alguma promessa). Frustrados, Blackwell e Richard foram relaxar na boate Dew Drop Inn. De acordo com Blackwell, Richard então se lançou em um blues sujo ousado que chamou de "Tutti Frutti". Blackwell disse que sentiu que a música atingiu um potencial e contratou a compositora Dorothy LaBostrie para substituir algumas das letras sexuais de Richard por outras menos controversas. Ele também mudou o posicionamento do microfone e empurrou a voz de Richard para frente. Gravado em três tomadas em setembro de 1955, "Tutti Frutti" foi lançado como single em novembro.

### Sucesso inicial e conversão (1955-1962)
"Tutti Frutti" se tornou um sucesso instantâneo, alcançando o segundo lugar na parada de sucessos de vendas da Billboard Rhythm and Blues e chegando às paradas pop nos Estados Unidos e no Reino Unido. Alcançou a posição 21 no Top 100 da Billboard na América e a 29 na parada de singles britânica, vendendo um milhão de cópias.
O próximo single de sucesso de Richard, "Long Tall Sally" (1956), alcançou o primeiro lugar na parada de R&B e o décimo terceiro lugar no Top 100, enquanto alcançava o top dez na Grã-Bretanha. Como "Tutti Frutti", vendeu mais de um milhão de cópias. Após seu sucesso, Richard formou sua banda de apoio, The Upsetters, com a adição dos saxofonistas Clifford "Gene" Burks e do líder Grady Gaines, do baixista Olsie "Baysee" Robinson e do guitarrista Nathaniel "Buster" Douglas. Richard começou a se apresentar em pacotes turísticos pelos Estados Unidos. Art Rupe descreveu as diferenças entre Richard e um hitmaker semelhante do início do período do rock and roll, afirmando que, embora "as semelhanças entre Little Richard e Fats Domino para fins de gravação fossem próximas", Richard às vezes ficava de pé ao piano enquanto estava gravando e no palco, onde Domino estava "arrastando-se, muito lento", Richard era "muito dinâmico, completamente desinibido, imprevisível, selvagem. Então a banda assumiu o ambiente do vocalista".
As apresentações de Richard, como a maioria dos primeiros shows de rock and roll, resultaram na reação integrada do público durante uma era em que os locais públicos eram divididos em domínios "brancos" e "pessoas de cor". Nesses pacotes turísticos, Richard e outros artistas como Fats Domino e Chuck Berry permitiriam que o público de ambas as "raças" entrasse no prédio, embora ainda segregado (por exemplo, negros na varanda e brancos no andar principal). Como seu líder de banda na época, H.B. Barnum, explicou, as apresentações de Richard permitiram que o público se reunisse para dançar. Apesar das transmissões na televisão de grupos supremacistas locais, como o Conselho de Cidadãos Brancos do Norte do Alabama alertando que o rock and roll "une as raças", a popularidade de Richard estava ajudando a quebrar o mito de que artistas negros não podiam se apresentar com sucesso em "locais só para brancos "especialmente no Sul, onde o racismo era mais evidente. As travessuras de alta energia de Richard incluíam levantar a perna enquanto tocava piano, subir em seu piano, correr para dentro e fora do palco e jogar seus souvenirs para o público. Ele também começou a usar capas e ternos cravejados de pedras preciosas multicoloridas e lantejoulas. Richard disse que começou a ser mais extravagante no palco para que ninguém pensasse que ele estava "atrás das garotas brancas".
Richard afirma que um show no Royal Theatre de Baltimore em junho de 1956 fez com que mulheres jogassem suas roupas de baixo no palco para ele, resultando em outras fãs repetindo a ação, dizendo que foi "a primeira vez" que aconteceu com qualquer artista. O show de Richard parou várias vezes naquela noite devido aos fãs sendo impedidos de pular da varanda e correr para o palco para tocá-lo. No geral, Richard produziria sete singles apenas nos Estados Unidos em 1956, com cinco deles também alcançando sucesso no Reino Unido, incluindo "Slippin' and Slidin'," "Rip It Up", "Ready Teddy", "The Girl Can't Help It" e "Lucille". Imediatamente após o lançamento de "Tutti Frutti", que era então o protocolo da indústria, artistas brancos "mais seguros", como Pat Boone, regravaram a canção, colocando-a no top 20 das paradas, várias posições acima de Richard. Seus colegas do rock and roll Elvis Presley e Bill Haley também gravaram suas canções no mesmo ano. Fazendo amizade com Alan Freed, o disc-jockey eventualmente o colocou em seus filmes de "rock and roll", como Don't Knock the Rock e Mister Rock and Roll. Em 1957, Richard recebeu um papel maior como cantor no filme, The Girl Can't Help It. Naquele ano, ele obteve mais sucesso com canções como "Jenny, Jenny" e "Keep A-Knockin'", o último tornando-se seu primeiro single no Top 100 da Billboard. Quando deixou a Specialty em 1959, Richard havia marcado um total de nove top 40 singles pop e dezessete top 40 R&B singles.
Richard se apresentou no famoso décimo segundo Cavalcade of Jazz realizado no Wrigley Field em Los Angeles, que foi produzido por Leon Hefflin, Sr. em 2 de setembro de 1956. Também se apresentaram naquele dia Dinah Washington, The Mel Williams Dots, Julie Stevens, Chuck Higgins' Orchestra Bo Rhambo, Willie Hayden & Five Black Birds, The Premiers, Gerald Wilson e seu 20-Pc. Recording Orchestra e Jerry Gray and his Orchestra.

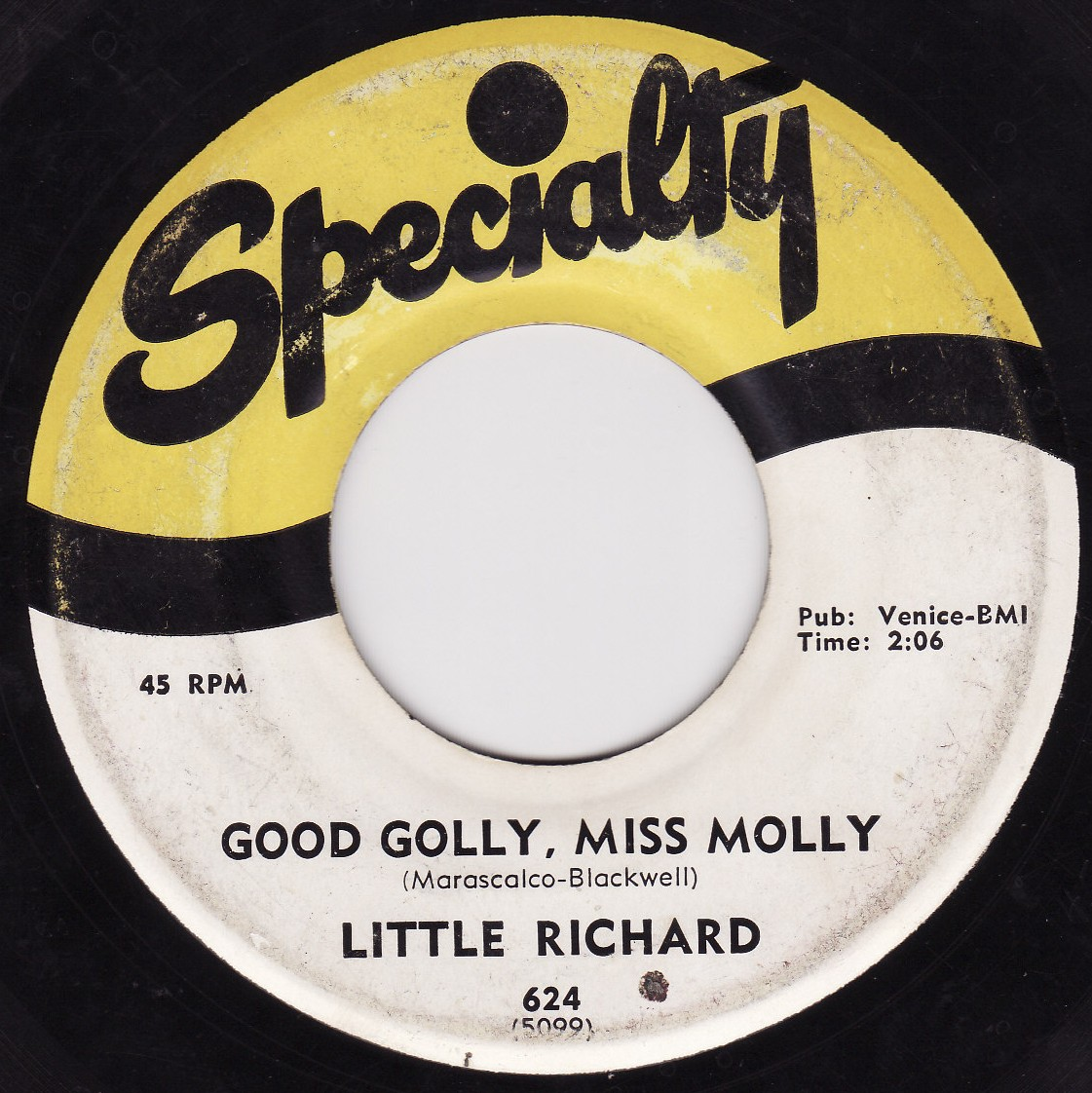
"Good Golly, Miss Molly," disco de 45 rpm da Specialty Records

Pouco depois do lançamento de "Tutti Frutti", Richard mudou-se para Los Angeles. Depois de alcançar o sucesso como artista musical e artista ao vivo, Richard mudou-se para um bairro rico, anteriormente predominantemente branco, morando perto de celebridades negras, como o boxeador Joe Louis. O primeiro álbum de Richard, Here's Little Richard, foi lançado pela Specialty em maio de 1957 e alcançou a posição 13 na parada de LPs da Billboard. Semelhante à maioria dos álbuns lançados durante essa época, o álbum apresentava seis singles lançados e faixas "filler". No início de 1958, Specialty lançou seu segundo álbum, Little Richard, que não chegou às paradas. Em outubro de 1957, Richard embarcou em uma excursão pela Austrália com Gene Vincent e Eddie Cochran. Durante o meio da turnê, ele chocou o público ao anunciar que estava seguindo uma vida no ministério. Richard diria em sua autobiografia que durante um voo de Melbourne a Sydney que seu avião estava passando por alguma dificuldade e ele afirmou ter visto os motores em brasa do avião e sentiu que os anjos estavam "segurando-o". No desempenho em Sydney, Richard viu uma bola de fogo vermelha brilhante voando pelo céu acima dele e afirmou que estava "profundamente abalado". Embora eventualmente lhe tenha sido dito que era o lançamento do primeiro satélite artificial da Terra, Sputnik-1, Richard pegou é um "sinal de Deus" para se arrepender de executar música secular e de seu estilo de vida selvagem na época.
Retornando aos Estados Unidos dez dias antes do esperado, Richard leu notícias de seu voo original tendo caído no Oceano Pacífico como um sinal adicional para "fazer o que Deus quisesse". Após uma "apresentação de despedida" no Apollo Theatre e um Na sessão de gravação "final" com a Specialty naquele mês, Richard matriculou-se no Oakwood College em Huntsville, Alabama, para estudar teologia. Apesar de suas alegações de renascimento espiritual, Richard admitiu que seus motivos para sair eram mais monetários. Durante seu mandato na Specialty, apesar de ganhar milhões para a gravadora, Richard reclamou que não sabia que a gravadora havia cortado a porcentagem de royalties que ele deveria ganhar por suas gravações. A Specialty continuou a lançar gravações de Richard, incluindo "Good Golly, Miss Molly" e sua versão única de "Kansas City", até 1960. Finalmente encerrando seu contrato com a gravadora, Richard concordou em abrir mão de quaisquer royalties por seu material. Em 1958, Richard formou a Little Richard Evangelistic Team, viajando por todo o país para pregar. Um mês após sua decisão de deixar a música secular, Richard conheceu Ernestine Harvin, uma secretária de Washington, D.C., e o casal se casou em 11 de julho de 1959. Richard aventurou-se na música gospel, primeiro gravando para a End Records, antes de assinar com a Mercury Records em 1961, onde finalmente lançou King of the Gospel Singers, em 1962, produzido por Quincy Jones, que mais tarde comentou que os vocais de Richard o impressionaram mais do que qualquer outro vocalista com quem ele havia trabalhado. Sua heroína de infância, Mahalia Jackson, escreveu no encarte do álbum que Richard "cantava gospel da maneira que deveria ser cantada". Enquanto Richard não estava mais nas paradas dos Estados Unidos, com música pop, algumas de suas canções gospel como "He's Not Just a Soldier" e "He Got What He Wanted", alcançou as paradas pop nos Estados Unidos e no Reino Unido.

### Retorno à música secular (1962-1979)
Em 1962, o promotor de shows Don Arden persuadiu Little Richard a fazer uma turnê pela Europa depois de dizer a ele que seus discos ainda vendiam bem lá. Com o colega cantor de rock Sam Cooke como banda de abertura, Richard, que apresentava um adolescente Billy Preston em sua banda gospel, percebeu que era uma turnê gospel e, depois que Cooke chegou atrasado o forçou a cancelar seu show na data de abertura, tocou apenas material gospel durante o show, levando a vaias do público, esperando que Richard cantasse seus sucessos de rock and roll. Na noite seguinte, Richard assistiu à apresentação bem recebida de Cooke. Trazendo de volta seu impulso competitivo, Richard e Preston se aqueceram na escuridão antes de lançar "Long Tall Sally", resultando em respostas frenéticas e histéricas do público. Um show no Granada Theatre de Mansfield terminou cedo, depois que os fãs correram para o palco. Ouvindo sobre os shows de Richard, Brian Epstein, empresário dos Beatles, pediu a Don Arden que permitisse que sua banda abrisse para Richard em algumas datas da turnê, com o que ele concordou. O primeiro show para o qual os Beatles abriram foi no Tower Ballroom de New Brighton naquele mês de outubro. No mês seguinte, eles, junto com o cantor sueco Jerry Williams e sua banda The Violents, abriram para Richard no Star-Club em Hamburgo. Durante este tempo, Richard aconselhou o grupo sobre como executar suas canções e ensinou Paul McCartney suas vocalizações distintas. De volta aos Estados Unidos, Richard gravou seis canções de rock and roll com sua banda dos anos 1950, The Upsetters para a Little Star Records, sob o nome de "World Famous Upsetters", esperando que isso mantivesse suas opções em aberto para manter sua posição como ministro.
No outono de 1963, Richard foi chamado por um promotor de shows para resgatar uma turnê com os Everly Brothers, Bo Diddley e os Rolling Stones. Richard concordou e ajudou a evitar que a turnê fracassasse. No final dessa turnê, Richard recebeu seu próprio especial de televisão para a Granada Television intitulado The Little Richard Spectacular. O especial se tornou um sucesso de audiência e depois de 60 000 cartas de fãs, foi retransmitido duas vezes. Em 1964, agora abraçando abertamente o rock and roll, Richard lançou "Bama Lama Bama Loo" pela Speciality Records. Devido à sua exposição no Reino Unido, a canção alcançou o top 20 lá, mas só subiu para a posição 82 nos EUA. No final do ano, ele assinou com a Vee-Jay Records, então em fase de extinção, para lançar seu álbum de "retorno", Little Richard Is Back. Devido à chegada dos Beatles e de outras bandas britânicas, bem como ao surgimento de gravadoras de soul como Motown e Stax Records e à popularidade de James Brown, os novos lançamentos de Richard não foram bem promovidos ou bem recebidos pelas estações de rádio. Em novembro / dezembro de 1964, Jimi Hendrix se juntou à banda Upsetters de Richard como membro pleno.
Em dezembro de 1964, Richard trouxe o amigo de infância e professor de piano Eskew Reeder a um estúdio de Nova York para regravar um álbum de seus maiores sucessos. Na primavera de 1965, Richard levou Hendrix e Billy Preston a um estúdio de Nova York, onde gravaram a balada soul de Don Covay, "I Don't Know What You Got (But It's Got Me)", que se tornou o número 12 Sucesso de R&B.
Nessa época, Richard e Jimi apareceram em um show estrelado por Soupy Sales no Brooklyn Paramount, em Nova York. A extravagância de Richard e o impulso para o domínio supostamente o tiraram do show.

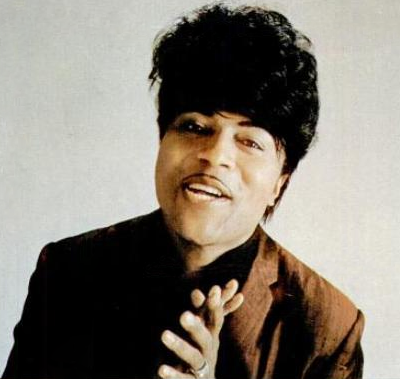
Little Richard em 1966

Hendrix e Richard entraram em conflito por causa dos holofotes, assim como o atraso de Hendrix, seu guarda-roupa e suas travessuras no palco. Hendrix também reclamou por não ser devidamente pago por Richard. No início de julho de 1965, o irmão de Richard, Robert Penniman "despediu" Jimi (no entanto, Jimi escreveu a seu pai, Al Hendrix, que ele deixou Richard dizendo "você não pode viver de promessas quando está na estrada, então eu tive que cortar essa bagunça. "Hendrix não tinha sido pago" por cinco semanas e meia "e devia 1 000 dólares. Hendrix então voltou à banda The Isley Brothers, os IB Specials. Richard mais tarde assinou com a Modern Records, lançando uma modesta canção, "Do You Feel It?", antes de partir para a Okeh Records no início de 1966. Seu ex-companheiro de gravadora, Larry Williams, produziu dois álbuns para Richard on Okeh - o lançamento de estúdio The Explosive Little Richard, que utilizou um estilo som e produziu as modestas "Poor Dog" e "Commandments of Love" e Little Richard's Greatest Hits Recorded Live!, que o devolveu às paradas de álbuns. Richard foi mais tarde mordaz sobre este período, declarando Larry Williams "o pior produtor do mundo". Em 1967, Richard assinou com a Brunswick Records, mas depois de entrar em conflito com a gravadora sobre a direção musical, ele deixou a gravadora no ano seguinte.

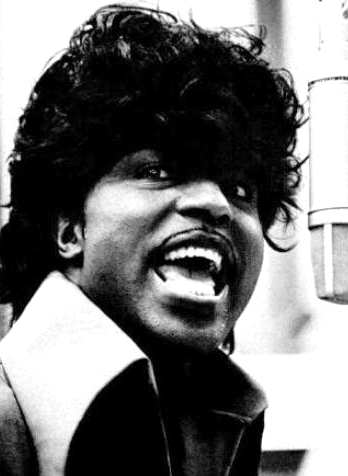
Little Richard em 1967

Richard sentiu que os produtores de suas gravadoras trabalharam para não promover seus discos durante esse período. Mais tarde, ele alegou que continuaram tentando empurrá-lo para gravações semelhantes as da Motown e sentiu que ele não foi tratado com o respeito apropriado. Richard costumava se apresentar em clubes e lounges sombrios com pouco apoio de sua gravadora. Enquanto Richard conseguiu se apresentar em grandes locais no exterior, como na Inglaterra e na França, nos EUA Richard teve que se apresentar no Chitlin' Circuit. O visual extravagante de Richard, embora um sucesso durante os anos 1950, falhou em ajudar suas gravadoras a promovê-lo para compradores de discos negros mais conservadores. Mais tarde, Richard afirmou que sua decisão de "retroceder" em seu ministério levou clérigos religiosos a protestar contra suas novas gravações.  Para piorar as coisas, Richard disse que, foi sua insistência em se apresentar diante de audiências integradas na época do movimento de libertação negra, logo após os Tumultos de Watts e a formação dos Panteras Negras, que fizeram muitos DJs de rádios negras em certas áreas do país, incluindo Los Angeles, para escolher não tocar sua música. Agora atuando como seu empresário, Larry Williams convenceu Richard a se concentrar em seus shows ao vivo. Em 1968, ele trocou os Upsetters por sua nova banda de apoio, os Crown Jewels, atuando no programa de TV canadense, "Where It's At". Richard também participou do especial de TV dos Monkees, 33⅓ Revolutions per Monkee em abril de 1969. Williams reservou shows para Richard em cassinos e resorts de Las Vegas, levando Richard a adotar um visual mais extravagante e andrógino, inspirado pelo sucesso de seu antigo guitarrista Jimi Hendrix. Richard logo foi contratado em festivais de rock como o Atlantic City Pop Festival, onde roubou o show da atração principal, Janis Joplin. Richard produziu algo semelhante no Toronto Pop Festival, com John Lennon como atração principal. Esses sucessos levaram Little a talk shows como o Tonight Show Starring Johnny Carson e o Dick Cavett Show, tornando-o uma grande celebridade novamente.
Respondendo à sua reputação como um artista de concerto de sucesso, a Reprise Records contratou Richard em 1970 e ele lançou o álbum, The Rill Thing, com o single filosófico, "Freedom Blues", tornando-se seu maior single de sucesso em anos. Em maio de 1970, Richard foi capa da revista Rolling Stone. Apesar do sucesso de "Freedom Blues", nenhum dos outros singles da Reprise de Richard ficou nas paradas, com exceção de "Greenwood, Mississippi", um swamp rock original do guitarrista Travis Wammack, que por acaso tocou na faixa. Ele ficou brevemente nas paradas da Billboard Hot 100 e Cash Box, também na Billboard Country; fez uma forte exibição na WWRL em Nova York, antes de desaparecer. Richard tornou-se um instrumentista convidado e vocalista em gravações de artistas como Delaney & Bonnie, Joey Covington e Joe Walsh e foi destaque no single de 1972 do Canned Heat, "Rockin 'with the King." Para acompanhar suas finanças e reservas, Richard e três de seus irmãos formaram uma empresa de gestão, Bud Hole Incorporated. Na TV americana, Richard anunciou que estaria em um filme de Rock Hudson, interpretando “The Insane Minister“. (essa aparição nunca viu a luz do dia). Ele também mencionou um novo projeto envolvendo Mick Jagger e Joe Cocker, comemorando seus 20 anos no show business. Nunca foi realizado. Em 1972, Richard entrou no circuito de revival do rock and roll, e naquele ano, ele co-encabeçou o London Rock and Roll Show no Estádio de Wembley com seu colega musical Chuck Berry, onde ele subiu ao palco e anunciou a si mesmo "o rei do rock and roll", apropriadamente também o título de seu álbum de 1971 com a Reprise, e disse ao público lotado "deixar tudo para fora"; Richard, entretanto, foi vaiado durante o show quando subiu em seu piano e parou de cantar; ele também parecia ignorar grande parte da multidão. Para piorar as coisas, ele apareceu com apenas cinco músicos e lutou contra iluminação fraca e microfones ruins. Quando o filme do show documentando o show foi lançado, seu desempenho foi considerado geralmente forte, embora seus fãs notassem uma queda na energia e na arte vocal. Duas canções que ele cantou não fizeram a edição final do filme. No ano seguinte, ele gravou uma balada soul, "In the Middle of the Night", lançada com os rendimentos doados a vítimas de tornados que causaram danos em doze estados.
Richard não fez novas gravações em 1974, embora dois “novos” álbuns tenham sido lançados. No verão, veio uma grande surpresa para os fãs, "Talkin' 'bout Soul," uma coleção de gravações lançadas e não lançadas de Vee Jay, todas nunca antes em um l doméstico. p. Duas eram novas para o mundo: a melodia do título e "You'd Better Stop", ambas em uptempo.
Mais tarde naquele ano, veio um set gravado em uma noite, no início do ano anterior, chamado "Right Now!" E apresentando material "roots", incluindo uma versão vocal de um instrumental inédito da Reprise, "Mississippi", lançado em 1972 como "Funky Dish Rag "; sua terceira tentativa em seu gospel - rock "In the Name"; e um rock de mais de 6 minutos, "Hot Nuts", baseado em uma canção de 1936 de Li’l Johnson ("Get 'Em From The Peanut Man").
1975 foi um grande ano para Richard, com uma turnê mundial e aclamado por performances de alta energia em toda a Inglaterra e França. Sua banda foi talvez a melhor até o momento. Ele gravou um single no top 40 (EUA e Canadá), com Bachman-Turner Overdrive, “Take It Like a Man”. Ele trabalhou em novas canções com o sideman, Seabrun “Candy” Hunter. Ele disse a Dee-Jay Wolfman Jack que planejava lançar um novo álbum, com ele e Sly Stone. (Nunca se materializou). Em 1976, decidiu aposentar-se novamente, exausto física e mentalmente, tendo vivido a tragédia familiar e a cultura das drogas. Ele foi convencido a recortar mais uma vez seus maiores sucessos, para Stan Shulman em Nashville. Desta vez, eles não usariam novos arranjos, mas arranjos originais. Richard regravou dezoito de seus sucessos clássicos do rock and roll, para a K-Tel Records, em recriações estéreo de alta tecnologia, com um single apresentando as novas versões de "Good Golly Miss Molly" e "Rip It Up" alcançando a parada de singles do Reino Unido. Mais tarde, Richard admitiu que era viciado em drogas e álcool. Em 1977, cansado de anos de abuso de drogas e festas selvagens, bem como uma série de tragédias pessoais, Richard deixou o rock and roll novamente e voltou ao evangelismo, lançando um álbum gospel, God's Beautiful City, em 1979.

### Retorno (1984–1999)

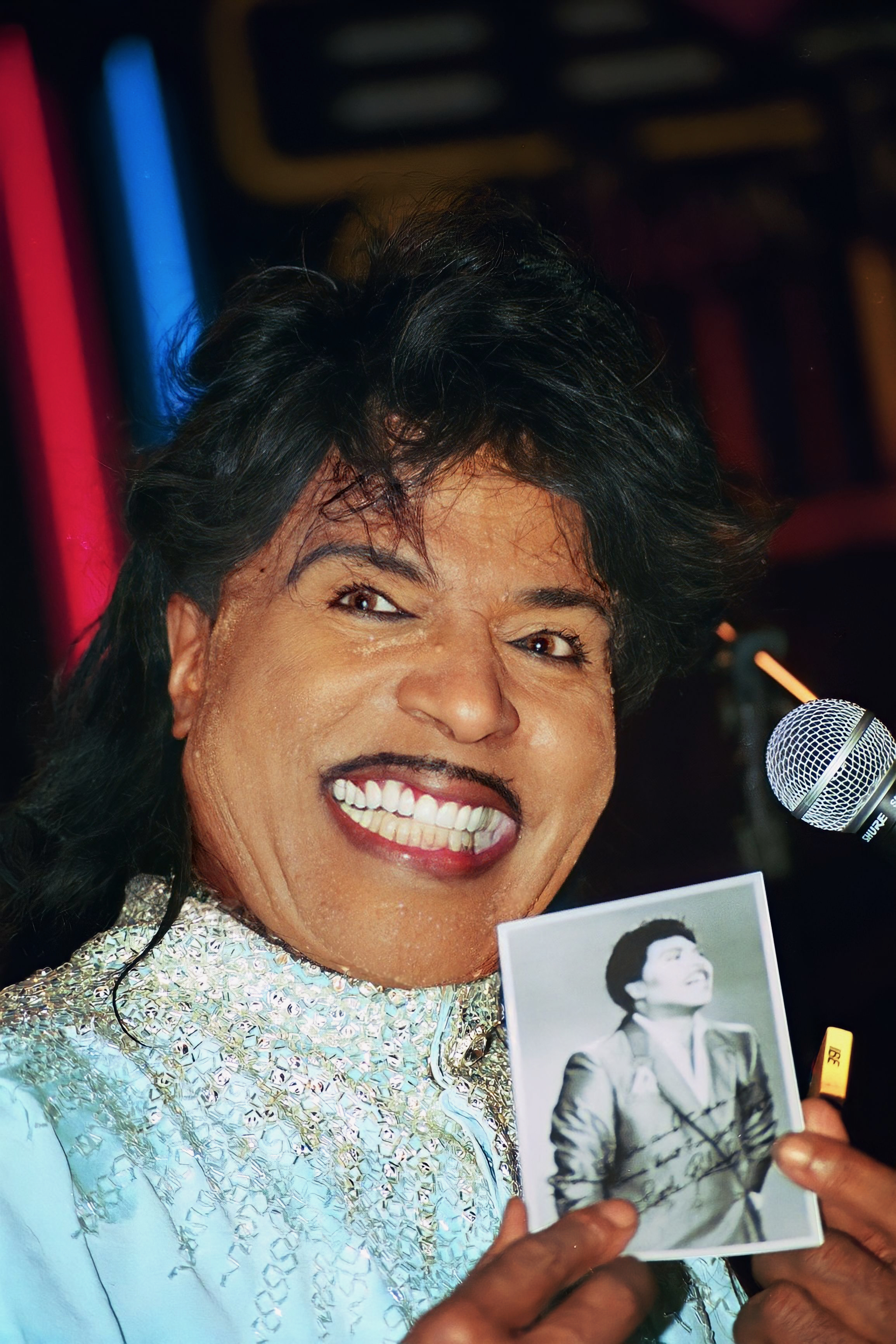
Little Richard segurando uma foto sua no evento Best Buddies International em 1998

Mais tarde naquele ano, veio um set gravado em uma noite, no início do ano anterior, chamado "Right Now!" E apresentando material de "raízes", incluindo uma versão vocal de um instrumental inédito da Reprise "Mississippi", lançado em 1972 como "Funky Dish Rag "; sua terceira tentativa em seu gospel - rock "In the Name"; e um rocker de mais de 6 minutos, "Hot Nuts", baseado em uma música de 1936 de Li’l Johnson ("Get 'Em From The Peanut Man").
Em 1984, Richard entrou com um processo de US$ 112 milhões contra a Specialty Records; Art Rupe e sua editora, Venice Music; e ATV Music por não pagar royalties a ele depois que ele deixou a gravadora em 1959. O processo foi resolvido fora do tribunal em 1986. De acordo com alguns relatos, Michael Jackson supostamente deu a ele uma compensação monetária por seu trabalho quando ele co-possuiu (com a Sony-ATV) canções dos Beatles e Richard. Em setembro de 1984, Charles White lançou a biografia autorizada do cantor, Quasar of Rock: The Life and Times of Little Richard, que trouxe Richard de volta aos holofotes. Richard voltou ao show business no que a Rolling Stone chamaria de "retorno formidável" após o lançamento do livro.
Reconciliando seus papéis como evangelista e músico de rock and roll pela primeira vez, Richard afirmou que o gênero poderia ser usado para o bem ou para o mal. Depois de aceitar um papel no filme Down and Out in Beverly Hills, Richard e Billy Preston escreveram a canção de rock and roll baseada na fé "Great Gosh A'Mighty" para sua trilha sonora. Richard foi aclamado pela crítica por seu papel no cinema, e a canção fez sucesso nas paradas americanas e britânicas. O sucesso levou ao lançamento do álbum Lifetime Friend (1986) pela Warner Bros. Records, com canções consideradas "mensagens no ritmo", incluindo uma faixa de rap gospel. Além de uma versão de "Great Gosh A'Mighty", editada na Inglaterra, o álbum traz dois singles que fizeram sucesso no Reino Unido, "Somebody's Comin '" e "Operator". Richard passou grande parte do resto da década como convidado em programas de televisão e aparecendo em filmes, ganhando novos fãs com o que foi referido como seu "timing cômico único". Em 1989, Richard forneceu pregação rítmica e vocais de fundo em a versão estendida ao vivo do hit "When Love Comes to Town" de U2 e B. B. King. Naquele mesmo ano, Richard voltou a cantar seus sucessos clássicos após uma apresentação de "Lucille" em um show beneficente sobre AIDS.
Em 1990, Richard contribuiu com um rap falado na canção de sucesso "Elvis Is Dead" do Living Colour, de seu álbum Time's Up. Naquele mesmo ano, ele apareceu em uma participação especial para o videoclipe de "Shelter Me" do Cinderella. Em 1991, ele foi um dos artistas de destaque no single de sucesso e no vídeo "Voices That Care", que foi produzido para ajudar a elevar o moral das tropas americanas envolvidas na Operação Tempestade no Deserto. No mesmo ano, ele gravou uma versão de "The Itsy Bitsy Spider" para o álbum beneficente For Our Children da Pediatric AIDS Foundation. O sucesso do álbum levou a um acordo com a Walt Disney Records, resultando no lançamento de um álbum infantil de sucesso de 1992, Shake It All About.
Em 1994, Richard cantou a canção-tema da premiada série de televisão animada da PBS Kids e TLC, The Magic School Bus, baseada na série de livros criada por Joanna Cole e Bruce Degen e publicada pela Scholastic Corporation. Ele também abriu o Wrestlemania X no Madison Square Garden em 20 de março daquele ano, imitando sua versão reformulada de "America the Beautiful".
Ao longo da década de 1990, Richard se apresentou ao redor do mundo e apareceu na TV, em filmes e em faixas com outros artistas, incluindo Jon Bon Jovi, Elton John e Solomon Burke. Em 1992, ele lançou seu último álbum, Little Richard Meets Masayoshi Takanaka, apresentando membros da banda então em turnê de Richard.

### Últimos anos (2000-2020)

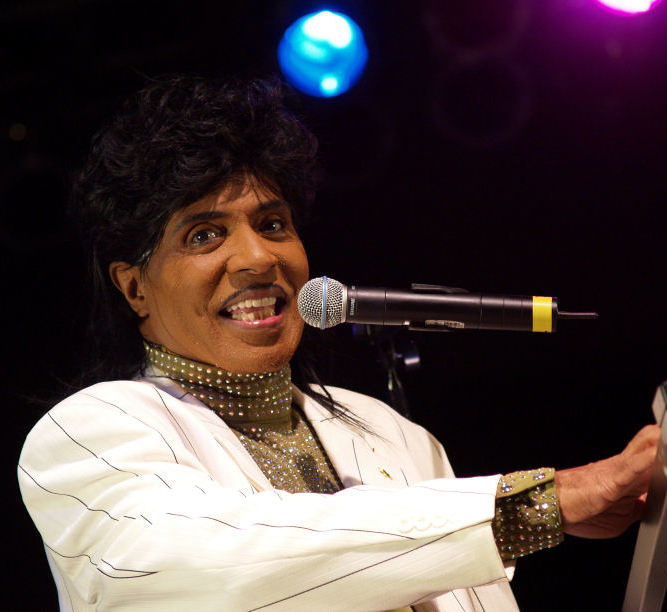
Little Richard em 2007

Em 2000, a vida de Richard foi dramatizada para o filme biográfico Little Richard, que se concentrou em seus primeiros anos, incluindo seu apogeu, sua conversão religiosa e seu retorno à música secular no início dos anos 1960. Richard foi interpretado por Leon Robinson, que recebeu uma indicação ao NAACP Image Award por sua atuação. Em 2002, Richard contribuiu para o álbum tributo à Johnny Cash, Kindred Spirits: A Tribute to the Songs of Johnny Cash. Em 2004-2005, ele lançou dois conjuntos de cortes inéditos e raros, do selo Okeh 1966/67 e do selo Reprise 1970/72. Incluído estava o álbum Southern Child completo, produzido e composto principalmente por Richard, com lançamento previsto para 1972, mas arquivado. Em 2006, Little Richard apareceu em um anúncio popular da marca GEICO. Uma gravação de 2005 de seu dueto vocal com Jerry Lee Lewis em um cover de "I Saw Her Standing There" dos Beatles foi incluída no álbum de 2006 de Lewis, Last Man Standing. No mesmo ano, Richard foi jurado convidado na série de TV Celebrity Duets. Richard e Lewis se apresentaram ao lado de John Fogerty no Grammy Awards de 2008 em uma homenagem aos dois artistas considerados pedras angulares do rock and roll pelo NARAS. Naquele mesmo ano, Richard apareceu no álbum beneficente do apresentador de rádio Don Imus para crianças doentes, The Imus Ranch Record. Em junho de 2010, Richard gravou uma faixa gospel para um próximo álbum de tributo à lenda das compositoras Dottie Rambo. Em 2009, Richard foi introduzido no Louisiana Music Hall Of Fame em um show em Nova Orleans, com a presença de Fats Domino.
Ao longo da primeira década do novo milênio, Richard manteve uma agenda de turnês rigorosa, apresentando-se principalmente nos Estados Unidos e na Europa. No entanto, a dor no nervo ciático na perna esquerda e a substituição do quadril afetado começaram a afetar a frequência de suas apresentações em 2010. Apesar de seus problemas de saúde, Richard continuou a se apresentar para públicos receptivos e críticos. A Rolling Stone relatou que em uma apresentação no Howard Theatre em Washington, DC, em junho de 2012, Richard "ainda estava cheio de fogo, ainda era um showman mestre, sua voz ainda carregada de gospel profundo e poder atrevido". um show completo de 90 minutos na Pensacola Interstate Fair em Pensacola, Flórida, em outubro de 2012, aos 79 anos de idade, e apresentado no Orleans Hotel em Las Vegas durante o Viva Las Vegas Rockabilly Weekend em março de 2013. Em setembro de 2013, a Rolling Stone publicou uma entrevista com Richard, que disse que ele se aposentaria das apresentações. "Estou cansado, de certa forma, porque não estou com vontade de fazer nada agora", disse ele à revista, acrescentando: "Acho que meu legado deveria ser que, quando comecei no showbusiness, não existia tal coisa como rock'n'roll. Quando eu comecei com 'Tutti Frutti', foi quando o rock realmente começou a balançar. "[117] Richard faria um último show em Murfreesboro, Tennessee em 2014.
Em 2014, o ator Brandon Mychal Smith foi aclamado pela crítica por sua interpretação de Richard no filme biográfico de drama de James Brown, Get on Up. Mick Jagger co-produziu o filme. Em junho de 2015, Richard apareceu diante de uma audiência de concerto beneficente, vestindo botas brilhantes e uma jaqueta de cores vivas no Wildhorse Saloon em Nashville para receber o prêmio Rhapsody & Rhythm e arrecadar fundos para o Museu Nacional de Música Afro-Americana. Foi relatado que ele encantou a multidão ao relembrar seus primeiros dias trabalhando em casas noturnas de Nashville. Em maio de 2016, o Museu Nacional de Música Afro-Americana emitiu um comunicado à imprensa indicando que Richard foi um dos principais artistas e líderes da indústria musical que compareceu ao terceiro almoço anual Celebration of Legends em Nashville, homenageando Shirley Caesar, Kenny Gamble e Leon Huff com Rhapsody & Rhythm Awards. Em 2016, um novo CD foi lançado pela Hitman Records, Califórnia (I'm Comin ') com material lançado e inédito da década de 1970, incluindo uma versão a cappella de seu single lançado de 1975, "Try To Help Your Brother". Em 6 de setembro de 2017, Richard participou de uma longa entrevista na televisão para a Christian Three Angels Broadcasting Network, barbeado e sem maquiagem e vestido com um casaco estampado azul e gravata, em uma cadeira de rodas, e discutiu sua fé cristã ao longo da vida.
Em 23 de outubro de 2019, Richard se dirigiu ao público após aparecer para receber o Distinguished Artist Award nos 2019 Tennessee Governor's Arts Awards na residência do governador em Nashville, Tennessee.

## Vida pessoal

### Relacionamento familiar
Por volta de 1956, Richard se envolveu com Audrey Robinson, uma estudante universitária de dezesseis anos, originalmente de Savannah, Géorgia. Richard e Robinson rapidamente se conheceram, apesar de Robinson não ser um fã de rock and roll. Richard afirmou em sua autobiografia de 1984 que convidou outros homens para ter encontros sexuais com ela em grupos e afirmou ter uma vez convidado Buddy Holly para fazer sexo com ela; Robinson negou essas afirmações. Richard propôs casamento a Robinson, mas ela recusou. Robinson mais tarde ficou conhecida pelo nome de Lee Angel e se tornou uma stripper e socialite. Richard se reconectou com Robinson na década de 1960, embora ela o tenha deixado novamente depois que o uso de drogas piorou. Robinson foi entrevistada para o documentário de Richard na BBC de 1985 no The South Bank Show e negou as alegações de Richard enquanto eles iam e vinham. De acordo com Robinson, Richard a usaria para comprar comida em lojas de fast food apenas para brancos, pois ele não podia entrar em nenhuma devido à cor de sua pele.
Richard conheceu sua única esposa, Ernestine Harvin, em um comício evangélico em outubro de 1957. Eles começaram a namorar naquele ano e se casaram em 12 de julho de 1959, na Califórnia. De acordo com Harvin, ela e Richard inicialmente tiveram um casamento feliz com relações sexuais "normais". Quando o casamento terminou em divórcio em 1964, Harvin afirmou que era devido ao status de celebridade de seu marido, que tornava a vida difícil para ela. Richard alegaria que o casamento acabou devido ao fato de ele ser um marido negligente e de sua sexualidade. Robinson e Harvin negaram as alegações de Richard de que ele era gay e Richard acreditava que elas não sabiam disso porque ele era "um idiota naquela época". Durante o casamento, Richard e Harvin adotaram um menino de um ano, Danny Jones, de um ex-associado da igreja. Richard e seu filho permaneceram próximos, com Jones frequentemente atuando como um de seus guarda-costas. Ernestine casou-se mais tarde com Mcdonald Campbell em Santa Bárbara, Califórnia, em 23 de março de 1975.

### Sexualidade
Richard disse em 1984 que brincava apenas com meninas quando criança e foi sujeitado a piadas homossexuais e ridicularizado por causa de sua maneira de andar e falar. Seu pai o punia brutalmente sempre que o pegava usando maquiagem e roupas de sua mãe. O cantor disse que se envolveu sexualmente com ambos os sexos quando era adolescente. Por causa de seus maneirismos afeminados, seu pai o expulsou da casa de sua família quando ele tinha quinze anos. Em 1985, no The South Bank Show, Richard explicou: "meu pai me colocou para fora de casa. Ele disse que queria sete meninos, e eu estraguei tudo, porque eu era gay."
Richard se envolveu com voyeurismo aos vinte e poucos anos, quando uma amiga o levava de carro e pegava homens que permitiam que ele os visse fazendo sexo no banco de trás dos carros. A atividade de Richard chamou a atenção da polícia de Macon em 1955 e ele foi preso depois que um frentista de um posto de gasolina relatou atividade sexual em um carro que Richard ocupava com um casal heterossexual. Citado sob a acusação de má conduta sexual, ele passou três dias na prisão e foi temporariamente proibido de se apresentar em Macon.
No início dos anos 1950, Richard conheceu o músico assumidamente gay Billy Wright, que ajudou a estabelecer o visual de Richard, aconselhando-o a usar maquiagem em panqueca no rosto e usar o cabelo em um estilo pompadour de cabelos compridos semelhante ao seu. À medida que Richard se acostumava com a maquiagem, ele ordenou que sua banda, os Upsetters, usasse a maquiagem também, para ganhar entrada em locais predominantemente brancos durante as apresentações, afirmando mais tarde: "Eu usei a maquiagem para que os homens brancos não pensassem que eu estava atrás das meninas brancas. Isso tornou as coisas mais fáceis para mim, além de ser colorido também". Em 2000, Richard disse à revista Jet: "Eu percebi que se ser chamado de sissy (maricas) me tornasse famoso, então eles poderiam dizer o que quisessem". O visual de Richard, no entanto, ainda atraía o público feminino, que lhe enviava fotos nuas e seus números de telefone. Groupies começaram a jogar roupas íntimas em Richard durante as apresentações.
Durante o apogeu de Richard, sua obsessão com o voyeurismo continuou com sua namorada Audrey Robinson. Richard escreveu mais tarde que Robinson faria sexo com homens enquanto ela estimulava Richard sexualmente. Apesar de dizer que "nasceu de novo" depois de deixar o rock and roll pela igreja em 1957, Richard deixou o Oakwood College depois de se expor a um estudante. Depois que o incidente foi relatado ao pai do aluno, Richard retirou-se da faculdade. Em 1962, Richard foi preso por espionar homens urinando em banheiros em uma estação de ônibus de Trailways em Long Beach, Califórnia. Depois de abraçar novamente o rock and roll em meados dos anos 1960, ele começou a participar de orgias e continuou a ser um voyeur.
Em 4 de maio de 1982, no Late Night with David Letterman, Richard disse: "Deus me deu a vitória. Não sou gay agora, mas, você sabe, fui gay toda a minha vida. Acredito que fui um dos primeiros gays virem. Mas Deus me fez saber que ele fez Adão ficar com Eva, não Steve. Então, eu entreguei meu coração a Cristo". Em seu livro de 1984, embora rebaixasse a homossexualidade como "antinatural" e "contagiosa", ele disse a Charles White que era "omnissexual". Audrey Robinson contestou as alegações de Richard sobre a homossexualidade em 1985.
Em 1995, Richard disse à Penthouse que sempre soube que era gay, dizendo "Eu fui gay toda a minha vida". Em 2007, a Mojo Magazine referiu-se a Richard como "bissexual". Em outubro de 2017, Richard mais uma vez denunciou a homossexualidade em uma entrevista para a Christian Three Angels Broadcasting Network, chamando a identidade homossexual e transgênero de "afeição não natural" que vai contra "a maneira como Deus quer que você viva".

### Uso de drogas
Durante seu apogeu inicial na cena rock and roll dos anos 1950, Richard era um abstêmio abstendo-se de álcool, cigarros e drogas. Richard costumava multar companheiros de banda por uso de drogas e álcool durante essa época. Em meados da década de 1960, entretanto, Richard começou a beber grandes quantidades de álcool e a fumar cigarros e maconha. Em 1972, ele desenvolveu um vício em cocaína. Mais tarde, ele lamentou esse período, "Eles deveriam ter me chamado de Lil Cocaine, eu estava cheirando muito daquela coisa!". Em 1975, ele desenvolveu vícios em heroína e PCP, também conhecido como "pó de anjo". O uso de drogas e álcool começou a afetar sua carreira profissional e vida pessoal. "Perdi meu raciocínio", lembrou ele mais tarde.
Ele disse sobre seu vício em cocaína que fez tudo o que podia para usar a cocaína. Richard admitiu que seu vício em cocaína, PCP e heroína estava custando a ele até US$ 1 000 por dia. Em 1977, um amigo de longa data Larry Williams uma vez apareceu com uma arma e ameaçou matá-lo por não pagar sua dívida com as drogas. Richard mencionou mais tarde que este foi o momento mais terrível de sua vida porque o próprio vício de Williams o tornava totalmente imprevisível. Richard, entretanto, também reconheceu que ele e Williams eram "amigos muito próximos" e, ao relembrar o conflito movido a drogas, ele se lembrou de ter pensado "Eu sabia que ele me amava - esperava que sim!". Nesse mesmo ano, Richard teve várias experiências pessoais devastadoras, incluindo a morte de seu irmão Tony de um ataque cardíaco, o tiro acidental de seu sobrinho que ele amava como um filho e o assassinato de dois amigos íntimos - um valete na "casa do homem da heroína". A combinação dessas experiências convenceu o cantor a abandonar as drogas, incluindo o álcool, junto com o rock and roll, e voltar ao ministério.

### Religião
A família de Richard tinha profundas raízes evangélicas (Igreja Batista e Metodista Episcopal Africana) e cristãs, incluindo dois tios e um avô que eram pregadores. Ele também participou das igrejas pentecostais de Macon, que eram suas favoritas principalmente por sua música, louvor carismático, dança no Espírito Santo e falar em línguas. Aos dez anos, influenciado pelo pentecostalismo, ele andava dizendo que era um curandeiro, cantando música gospel para pessoas que estavam passando mal e as tocando. Mais tarde, ele lembrou que muitas vezes indicavam que se sentiam melhor depois que ele orava por eles e às vezes lhe davam dinheiro. Richard tinha aspirações de ser um pregador devido à influência do cantor evangelista Brother Joe May.
Depois de nascer de novo em 1957, Richard matriculou-se no Oakwood College em Huntsville, Alabama, uma faculdade adventista do sétimo dia em sua maioria negra, para estudar teologia. Foi também nessa época que Ele se tornou vegetariano, o que coincidiu com seu retorno à religião. Richard voltou à música secular no início dos anos 1960. Cavett reagiu chocado. Ele acabou sendo ordenado ministro em 1970 e retomou as atividades evangélicas em 1977. Richard representou a Memorial Bibles International e vendeu sua Black Heritage Bible, que destacava os muitos personagens negros do livro. Como pregador, ele evangelizou em pequenas igrejas e auditórios lotados de 20 000 ou mais. Sua pregação se concentrava em unir as raças e trazer almas perdidas ao arrependimento por meio do amor de Deus. Em 1984, a mãe de Richard, Leva Mae, morreu após um período de doença. Apenas alguns meses antes de sua morte, Richard prometeu a ela que permaneceria um cristão.
Durante as décadas de 1980 e 1990, Richard oficiou casamentos de celebridades. Em 2006, Richard se casou com vinte casais que ganharam um concurso em uma cerimônia. O músico usou sua experiência e conhecimento como ministro e estadista do rock and roll para pregar em funerais de amigos musicais como Wilson Pickett e Ike Turner. Em um show beneficente em 2009 para arrecadar fundos para ajudar a reconstruir parques infantis destruídos pelo furacão Katrina, Richard pediu ao convidado de honra Fats Domino que orasse com ele e outros. Seus assistentes distribuíram livretos inspiradores no show, que era uma prática comum nos shows de Richard. Richard disse a uma audiência do Howard Theatre, em Washington, D.C., em junho de 2012: "Eu sei que isto não é a Igreja, mas aproxime-se do Senhor. O mundo está chegando ao fim. Aproxime-se do Senhor". Em 2013, Richard elaborou suas filosofias espirituais, declarando "Deus falou comigo outra noite. Ele disse que está se preparando para vir. O mundo está se preparando para acabar e Ele está chegando, envolto em chamas de fogo com um arco-íris ao redor de seu trono. " A Rolling Stone relatou que suas profecias apocalípticas geraram risadas de alguns membros da audiência, bem como gritos de apoio. Penniman respondeu ao riso dizendo: "Quando eu falo com você sobre [Jesus], não estou brincando. Tenho quase 81 anos. Sem Deus, eu não estaria aqui".
Em 2017, Penniman retornou às suas raízes espirituais e apareceu em uma longa entrevista televisionada no 3ABN e mais tarde ele compartilhou seu testemunho pessoal no 3ABN Fall Camp Meeting 2017.

### Problemas de saúde e morte
Em outubro de 1985, Penniman voltou da Inglaterra para os Estados Unidos, onde terminou de gravar seu álbum Lifetime Friend, para filmar um convidado especial do programa, Miami Vice. Após a gravação, ele acidentalmente bateu seu carro esporte em um poste de telefone em West Hollywood, Califórnia. Ele quebrou a perna direita, costelas quebradas e ferimentos na cabeça e no rosto. Sua recuperação do acidente levou vários meses. Seu acidente o impediu de comparecer à cerimônia inaugural do Rock and Roll Hall of Fame em janeiro de 1986, onde ele foi um dos vários homenageados. Em vez disso, ele forneceu uma mensagem gravada.
Em 2007, Penniman começou a ter problemas para andar devido à ciática na perna esquerda, obrigando-o a usar muletas. Em novembro de 2009, ele entrou em um hospital para fazer uma cirurgia de substituição no quadril esquerdo. Apesar de retornar às apresentações no ano seguinte, os problemas de Penniman com seu quadril continuaram, ele foi trazido ao palco em uma cadeira de rodas e só conseguia tocar sentado. Em 30 de setembro de 2013, ele revelou a CeeLo Green em uma arrecadação de fundos da Recording Academy que havia sofrido um ataque cardíaco em sua casa na semana anterior e afirmou que usou aspirina e fez seu filho ligar o ar condicionado, que seu médico confirmou que salvou a vida dele. Richard afirmou: "Jesus tinha algo para mim. Ele me ajudou".
Em 28 de abril de 2016, o amigo de Richard, Bootsy Collins, declarou em sua página no Facebook que, "ele não está no melhor estado de saúde, então peço a todos os Funkateers que o levantem". Posteriormente, começaram a ser publicados relatórios na internet afirmando que Richard estava com saúde grave e que sua família estava reunida ao lado de sua cama. Em 3 de maio de 2016, a Rolling Stone relatou que Richard e seu advogado forneceram uma atualização de informações de saúde na qual Richard afirmou: "não só minha família não está se reunindo em torno de mim porque estou doente, mas ainda estou cantando, não tenho o desempenho de antes, mas tenho minha voz para cantar, ando por aí, fiz uma cirurgia no quadril há um tempo, mas estou saudável. '"Seu advogado também relatou:" Ele tem 83 anos. Não sei quantos nessa idade ainda se levantam e agitam todas as semanas, mas à luz dos rumores, eu queria dizer a vocês que ele é vivaz e familiarizado com uma tonelada de coisas diferentes e ainda é muito ativo na rotina diária", Embora Richard tenha continuado a cantar por volta dos oitenta anos, ele se manteve afastado do palco.
Em 9 de maio de 2020, Richard morreu aos 87 anos em sua casa em Tullahoma, Tennessee, de uma causa relacionada ao câncer ósseo, após uma doença de dois meses. Seu irmão, irmã e filho estavam com ele no momento de sua morte. Nos dias seguintes, Richard recebeu homenagens de muitos músicos populares, incluindo Bob Dylan, Paul McCartney, Mick Jagger, John Fogerty, Elton John, e Lenny Kravitz, assim como muitos outros, como o cineasta John Waters, que foram influenciados pela música e personalidade de Richard. Ele está enterrado no cemitério Oakwood University Memorial Gardens em Huntsville, Alabama.

## Legado

### Música
Após a morte de Richard, Quincy Jones escreveu nas redes sociais que Richard era "um inovador cuja influência abrange a diáspora musical da América de Gospel, Blues & R&B, Rock & Roll e Hip-Hop". Ele foi apelidado de "O inovador, o originador e o arquiteto do rock and roll." Sua música e estilo de apresentação tiveram um efeito fundamental na forma do som e no estilo dos gêneros musicais populares do século XX. Como um pioneiro do rock and roll, Richard incorporou seu espírito de forma mais extravagante do que qualquer outro artista.  O estilo rouco de gritos de Richard deu ao gênero um de seus sons vocais mais identificáveis e influentes e sua fusão de boogie-woogie, R&B de Nova Orleans e música gospel abriu seu caminho rítmico. As vocalizações emotivas inovadoras de Richard e a música rítmica acelerada também desempenharam um papel fundamental na formação de outros gêneros musicais populares, incluindo soul e funk, respectivamente. Ele influenciou vários cantores e músicos em gêneros musicais do rock ao hip hop; sua música ajudou a moldar o rhythm and blues para as gerações vindouras.
Combinando elementos de boogie, gospel e blues, Richard introduziu vários dos recursos musicais mais característicos do rock, incluindo seu volume alto e estilo vocal enfatizando o poder e sua batida e ritmo distintos. Ele se afastou do ritmo aleatório do boogie-woogie e introduziu uma nova batida de rock distinta, onde a divisão da batida é uniforme em todos os tempos. Ele reforçou o novo ritmo do rock com uma abordagem de duas mãos, tocando padrões com a mão direita, com o ritmo tipicamente aparecendo no registro agudo do piano. Seu novo ritmo, que ele introduziu com "Tutti Frutti" (1955), tornou-se a base para a batida do rock padrão, que mais tarde foi consolidada por Chuck Berry. "Lucille" (1957) prenunciou a sensação rítmica do rock clássico dos anos 60 de várias maneiras, incluindo sua linha de baixo pesada, andamento mais lento, batida de rock forte tocada por toda a banda e forma de verso-refrão semelhante ao blues.

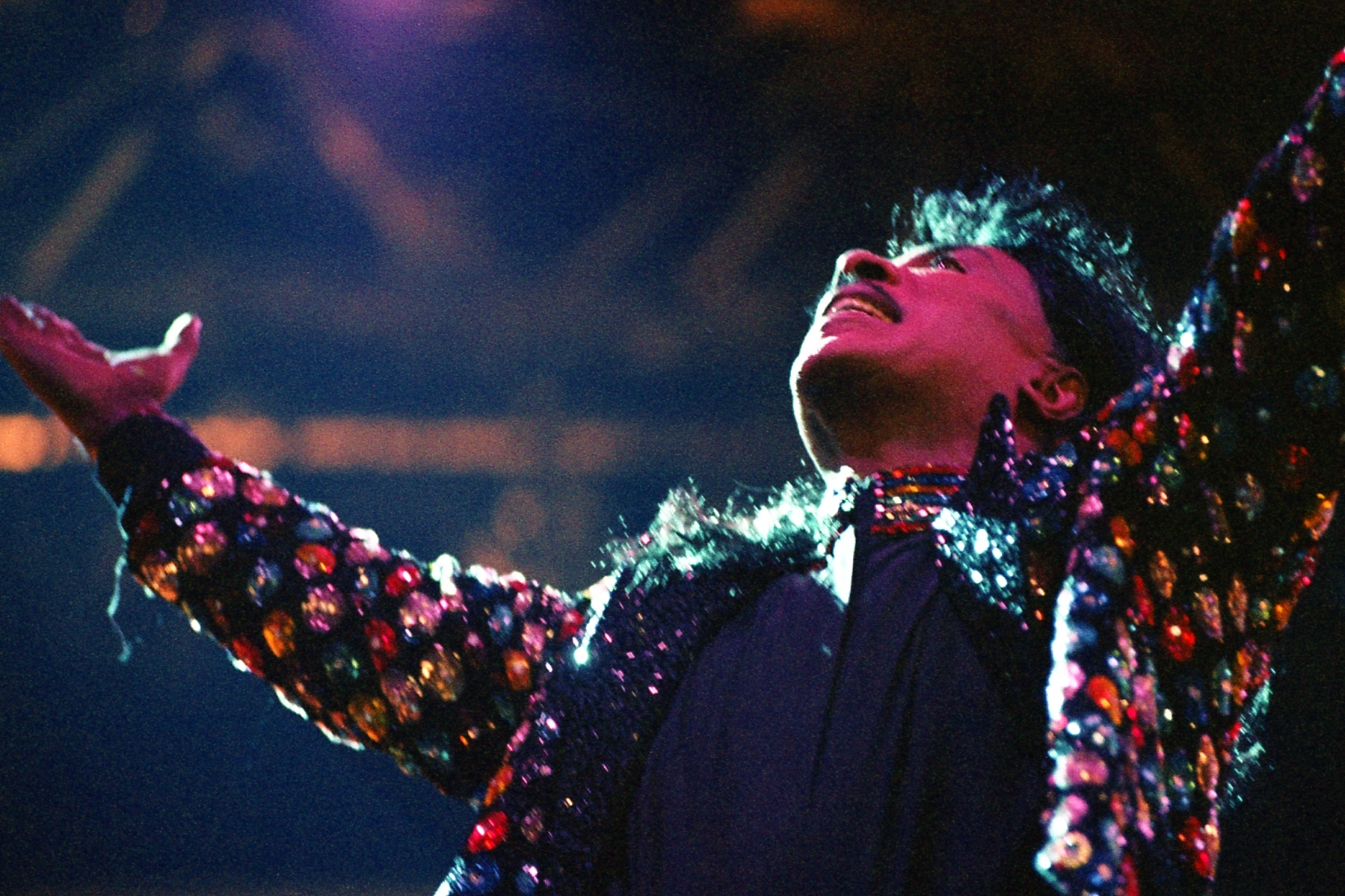
Little Richard em show

A voz de Richard foi capaz de gerar sussurros, lamentos e gritos sem precedentes na música popular. Ele foi citado por dois dos pioneiros do soul, Otis Redding e Sam Cooke, como contribuindo para o desenvolvimento inicial do gênero. Redding afirmou que a maior parte de sua música seguia o padrão de Richard, referindo-se à sua gravação de 1953 "Directly From My Heart To You" como a personificação do soul, e que ele havia "feito muito por [ele] e [seus] irmãos de alma no negócio da música". Cooke disse em 1962 que Richard tinha feito" tanto pela nossa música". Cooke teve um hit no top 40 em 1963 com seu cover do hit de Richard de 1956" Send Me Some Loving".
James Brown e outros creditaram a Richard e sua banda de apoio de meados da década de 1950, The Upsetters, os primeiros a colocar o funk na batida do rock. Esta inovação desencadeou a transição do rock and roll dos anos 1950 para o funk dos anos 1960.
Os sucessos de Richard de meados da década de 1950, como "Tutti Frutti", "Long Tall Sally", "Keep A-Knockin '" e "Good Golly, Miss Molly", eram geralmente caracterizados por letras lúdicas com conotações sexualmente sugestivas. O escritor do AllMusic, Richie Unterberger, afirmou que Little Richard "fundiu o fogo do gospel com o R&B de Nova Orleans, batendo no piano e gemendo com alegre abandono" e que, embora "outros grandes R&B do início dos anos 1950 estivessem se movendo em uma direção semelhante, nenhum eles combinavam com a eletricidade absoluta dos vocais de Richard. Com suas entregas em alta velocidade, trinados extáticos e a força da personalidade exultante em seu canto, ele foi crucial para aumentar a voltagem do R&B potente para uma aparência semelhante, mas diferente rock and roll". Devido à sua música e estilo inovadores, ele é amplamente conhecido como o "arquiteto do rock and roll".
Ray Charles o apresentou em um show em 1988 como "um homem que iniciou um tipo de música que definiu o ritmo para muito do que está acontecendo hoje".
Contemporâneos de Richard, incluindo Elvis Presley, Buddy Holly, Bill Haley, Jerry Lee Lewis, The Everly Brothers, Gene Vincent e Eddie Cochran, todos gravaram covers de suas obras. Enquanto escreviam sobre ele para a categoria de Homem do Ano - Lenda em 2010, a revista GQ afirmou que Richard "é, sem dúvida, o mais ousado e mais influente dos fundadores do rock'n'roll".

### Influência
James Brown e Otis Redding o idolatravam. Brown supostamente veio com o hit de estreia do Famous Flames, "Please, Please, Please", depois que Richard escreveu as palavras em um guardanapo. Redding iniciou sua carreira profissional na banda de Richard, The Upsetters. Ele entrou pela primeira vez em um show de talentos interpretando "Heeby Jeebies" de Richard, vencendo por quinze semanas consecutivas. Ike Turner afirmou que a maior parte da entrega vocal inicial de Tina Turner foi baseada em Richard, algo que Richard reiterou na introdução da autobiografia de Turner, Takin 'Back My Name. Bob Dylan tocou pela primeira vez covers de canções de Richard no piano no colégio com seu grupo de rock and roll, os Golden Chords; em 1959, ao deixar a escola, ele escreveu em seu anuário sob "ambição": "juntar-se a Little Richard". Jimi Hendrix foi influenciado na aparência (roupas e penteado / bigode) e som por Richard. Ele foi citado em 1966 dizendo: "Eu quero fazer com meu violão o que Little Richard faz com sua voz". Outros influenciados por Richard no início de suas vidas incluíam Bob Seger e John Fogerty. Michael Jackson admitiu que Penniman foi uma grande influência para ele antes do lançamento de Off the Wall. Os críticos de rock notaram semelhanças entre a aparência andrógina de Prince, música e estilo vocal e Richard.
As origens da mudança do nome de Cliff Richard de Harry Webb foram vistas como uma homenagem parcial a seu herói musical Richard e ao cantor Rick Richards. Vários membros dos Beatles foram fortemente influenciados por Richard, incluindo Paul McCartney e George Harrison. McCartney o idolatrava na escola e mais tarde usou suas gravações como inspiração para seus rocks uptempo, como "I'm Down". "Long Tall Sally" foi a primeira música que McCartney tocou em público. McCartney afirmaria mais tarde: "Eu poderia fazer a voz de Little Richard, que é selvagem, rouca e gritante. É como uma experiência fora do corpo. Você tem que deixar suas sensibilidades atuais e ficar cerca de trinta centímetros acima da sua cabeça para cantar". Durante a introdução no Hall da Fama do Rock and Roll dos Beatles, Harrison comentou:" Muito obrigado a todos, especialmente os rock 'n' rollers, e o Little Richard ali, se não fosse por (gesticulando para Little Richard), foi tudo culpa dele, na verdade". Ao ouvir" Long Tall Sally "em 1956, John Lennon comentou mais tarde que estava tão impressionado que" não conseguia falar". Os membros do Rolling Stones, Mick Jagger e Keith Richards também foram profundamente influenciados por Richard, com Jagger citando-o como sua introdução ao R&B e referindo-se a ele como "o criador e meu primeiro ídolo". John Kay, da de Steppenwolf, pioneiro do hard rock e heavy metal no final dos anos 1960, como um jovem adolescente que só falava alemão na Prússia Oriental em meados da década de 1950, foi inicialmente inspirado por e aprendeu sobre rock 'n' roll enquanto ouvia 'Tutti Frutti' de Little Richard em uma estação de rádio das Forças Armadas dos Estados Unidos em uma rádio caseira em 1956. Richard também foi a primeira influência do rock n roll em Rod Stewart, Peter Wolf e Robert Plant. Plant não estava interessado em ouvir música até ouvir Little Richard no registro, mais tarde declarando: "Eu era um menino de 13 anos em Kidderminster quando ouvi Little Richard pela primeira vez. Meus pais me protegeram de tudo o que era mundano. Passei meu tempo pesquisando febrilmente em minha coleção de selos ou trabalhando no meu Meccano, e então alguém tocou para mim Good Golly, Miss Molly. O som! Foi fantástico, indescritível.” David Bowie chamou Richard de sua" inspiração "afirmando ao ouvir" Tutti Frutti " que ele "ouviu Deus".
Depois de abrir para ele com sua banda Bluesology, o pianista Reginald Dwight foi inspirado a ser um "pianista de rock and roll", mais tarde mudando seu nome para Elton John. Farrokh Bulsara executou covers de canções de Richard quando adolescente, antes de encontrar fama como Freddie Mercury, vocalista do Queen. Lou Reed referiu-se a Richard como seu "herói do rock and roll", inspirando-se na "força primordial e comovente" do som que Richard e seu saxofonista fizeram em "Long Tall Sally". Reed declarou mais tarde: "Não sei por que e não me importo, mas queria ir para onde quer que estivesse esse som e construir uma vida". Patti Smith disse: "Para mim, Little Richard era uma pessoa que foi capaz de concentrar uma certa energia física, anarquista e espiritual em uma forma que chamamos de rock 'n' roll... Eu entendi isso como algo que tinha a ver com o meu futuro. Quando eu era uma menina, Papai Noel não me tocou. O coelhinho da Páscoa não me tocou. Deus me tocou. Little Richard me toco". A música de Deep Purple e Motörhead também foi fortemente influenciada por Richard, assim como a de AC/DC. O vocalista e co-compositor deste último, Bon Scott idolatrava Richard e aspirava a cantar como ele, seu guitarrista e co-compositor Angus Young foi inspirado a tocar guitarra depois de ouvir a música de Richard, e o guitarrista rítmico e co-escritor Malcolm Young derivou seu som característico de tocar sua guitarra como o piano de Richard. Artistas posteriores como Mystikal, André "3000" Benjamin do Outkast e Bruno Mars foram citados pela crítica como tendo emulado o estilo de Richard em suas próprias obras. A entrega vocal de rap de Mystikal foi comparada à de Richard. Os vocais de André 3000 no hit do Outkast, "Hey Ya!," foram comparados a um "Little Richard de indie rock". Bruno Mars admitiu que Richard foi uma de suas primeiras influências. A canção de Mars, "Runaway Baby" de seu álbum Doo-Wops & Hooligans foi citada pelo The New York Times como "canalizando Little Richard". Antes de sua morte em 2017, o vocalista do Audioslave e Soundgarden, Chris Cornell, traçou seu musical influências de volta a Richard através dos Beatles.

## Tributo em filme
Em 4 de setembro de 2023, o documentário produzido pela Rolling Stone Little Richard: I Am Everything estreou após sua estreia de destaque no Festival de Cinema de Sundance de 2023. O documentário recebeu uma indicação ao Grammy de Melhor Filme Musical em 2024.
As complexidades e contribuições do falecido cantor são exploradas ao longo do filme. O documentário aprofunda a influência das primeiras rainhas do blues, como Ma Rainey, e dos primeiros artistas de rhythm and blues. Retrata sua influência e mentoria a artistas como James Brown, Jimi Hendrix, Prince, e posteriormente a artistas pop cujas performances são interpretadas como ousadas ou provocativas, desde Lady Gaga até Lil Nas X.
Entre os estudiosos notáveis que participam estão Nelson George, Jason King e Fredara Hadley.

## Homenagens
Little Richard, entrevistado durante a 60ª Cerimônia do Oscar, 1988
No início da década de 1990, uma parte da Mercer University Drive em Macon foi renomeada para "Little Richard Penniman Boulevard". Logo ao sul dessa via renomeada fica o Little Richard Penniman Park.
Em 2007, um painel de renomados artistas votou "Tutti Frutti" como a número um na lista da Mojo The Top 100 Records That Changed The World (Os 100 discos que mudaram o mundo), celebrando a gravação como "o som do nascimento do rock and roll". Em abril de 2012, a revista Rolling Stone declarou que a música "ainda tem a letra de rock mais inspirada já gravada". A mesma gravação foi incluída no Registro Nacional de Gravações da Biblioteca do Congresso em 2010, com a biblioteca afirmando que o "vocal único sobre a batida irresistível anunciou uma nova era na música".
Em 2010, a revista Time listou Here's Little Richard como um dos 100 maiores e mais influentes álbuns de todos os tempos. A Rolling Stone colocou Here's Little Richard na posição cinquenta na lista dos 500 maiores álbuns de todos os tempos da revista. Ele foi classificado em oitavo lugar na lista dos 100 maiores artistas de todos os tempos. A Rolling Stone listou três gravações de Richard :"The Girl Can't Help It", "Long Tall Sally" e "Tutti Frutti" em sua lista das 500 maiores músicas de todos os tempos. Duas dessas canções e "Good Golly, Miss Molly" foram listadas na lista de 500 músicas que moldaram o rock and roll do Rock and Roll Hall of Fame.
Uma edição britânica da revista GQ de 2010 nomeou Richard como Homem do Ano na categoria Lenda.
Richard compareceu pessoalmente para receber um grau honorário da Mercer University em 2013. No dia anterior à cerimônia, o prefeito de Macon anunciou que uma das casas da infância de Richard, um local histórico, seria transferida para uma área revitalizada de Pleasant Hill para ser restaurada e nomeada Little Richard Penniman—Pleasant Hill Resource House. Ela serviria como um espaço de encontro cheio de história local e artefatos.
Em 14 de março de 2021, Bruno Mars com Anderson .Paak homenagearam Richard na cerimônia do Grammy de 2021. A apresentação foi apontada pela mídia como o ponto alto do evento.
Em 2023, a Rolling Stone classificou Little Richard em 11º lugar na sua lista dos 200 maiores cantores de todos os tempos.

## Cultura popular
Em 1991, Richard serviu de inspiração para o personagem do wrestling profissional Johnny B. Badd. Ativo na WCW, o personagem foi criado pelo booker Dusty Rhodes e interpretado pelo lutador Marc Mero. Inicialmente, o personagem era vilão, mas se tornou querido pelos fãs, tornando-se um herói e permanecendo como favorito na WCW até a saída de Mero da promoção em 1996. Mero reviveu o personagem Johnny B. Badd enquanto trabalhava para a XWF e a TNA Wrestling entre 2001 e 2005.
Em 2000, Leon Robinson interpretou Little Richard no telefilme biográfico da NBC Little Richard.
Em 2003, Little Richard dublou uma versão ficcional de si mesmo no episódio "Special Edna" dos Simpsons; ele interpretou um apresentador na cerimônia de premiação do Professor do Ano em Orlando, Flórida, e comenta que também é professor porque "ensinou Paul McCartney fazer 'woo!'".
Em 2014, o ator Brandon Mychal Smith recebeu aclamação da crítica por sua interpretação de Richard no filme biográfico sobre James Brown, Get on Up. Mick Jagger foi co-produtor do filme.
Durante a sétima temporada de RuPaul's Drag Race, a participante Kennedy Davenport interpretou Richard no episódio Snatch Game, tornando-se o primeiro personagem masculino a ser imitado nesse desafio.
Em 2022, Alton Mason interpretou Little Richard no filme biográfico Elvis.

## Discografia
- 1957: Here's Little Richard (Specialty)
- 1959: Little Richard (Specialty)
- 1959: The Fabulous Little Richard (Specialty)
- 1960: Pray Along with Little Richard, Volume 1	(End)
- 1960: Pray Along with Little Richard, Volume 2 (End)
- 1962: The King of the Gospel Singers (Mercury)
- 1964: Little Richard Is Back (And There's A Whole Lotta Shakin' Goin' On!) (Vee-Jay)
- 1965: Little Richard's Greatest Hits (Vee-Jay)
- 1967: The Incredible Little Richard Sings His Greatest Hits - Live! (Modern)
- 1967: The Wild and Frantic Little Richard (Modern)
- 1967: The Explosive Little Richard (Okeh)
- 1967: Little Richard's Greatest Hits: Recorded Live! (Okeh)
- 1970: The Rill Thing (Reprise)
- 1971: Mr. Big (Joy)
- 1971: The King of Rock and Roll (Reprise)
- 1972: The Second Coming (Reprise)
- 1974: Right Now! (United)
- 1974: Talkin' 'bout Soul (Dynasty)
- 1976: Little Richard Live (K-Tel)
- 1979: God's Beautiful City (Word)
- 1986: Lifetime Friend (WEA Records)
- 1992: Shake It All About (Disney)
- 2005: Southern Child (gravado em 1972) (Reprise)